# Colonial Life Arena
De Colonial Life Arena is een multifunctionele arena in Columbia, South Carolina, voornamelijk de thuisbasis van de basketbalteams voor heren en dames van de University of South Carolina . De arena werd geopend ter vervanging van het Carolina Coliseum met de naam Carolina Center in 2002, is de arena met 18.000 zitplaatsen ook gastheer voor verschillende evenementen zoals conferenties, concerten en diploma- uitreikingen het hele jaar door. Het is de grootste arena in de staat South Carolina.